# سفارة ألمانيا في أنغولا
سفارة ألمانيا في أنغولا هي أرفع تمثيل دبلوماسي لدولة ألمانيا لدى أنغولا. تقع السفارة في لواندا وهي تهدف لتعزيز المصالح الألمانية في أنغولا.

## وصلات خارجية
- الموقع الرسمي
- قائمة سفارات ألمانيا
- قائمة السفارات في أنغولا